# Campionato Sammarinese 1986-1987
Il Campionato Dilettanti 1986-1987 è stata la 2ª edizione del campionato di calcio di San Marino.

## Classifica
|                       |    | Classifica 1986-87 | Pt | G  | V | N | P  | GF | GS | DR  |
| --------------------- | -- | ------------------ | -- | -- | - | - | -- | -- | -- | --- |
|                       | 1. | Faetano            | 24 | 16 | 9 | 6 | 1  | 33 | 12 | +21 |
|                       | 2. | Montevito          | 21 | 16 | 8 | 5 | 3  | 35 | 19 | +16 |
| San Marino (bandiera) | 3. | La Fiorita         | 20 | 16 | 7 | 6 | 3  | 21 | 12 | +9  |
|                       | 4. | Dogana             | 19 | 16 | 6 | 7 | 3  | 27 | 19 | +8  |
|                       | 5. | Murata             | 16 | 16 | 5 | 6 | 5  | 23 | 24 | -1  |
|                       | 6. | Libertas           | 14 | 16 | 3 | 8 | 5  | 20 | 24 | -4  |
|                       | 7. | Cailungo           | 11 | 16 | 3 | 5 | 8  | 17 | 28 | -11 |
|                       | 8. | San Giovanni       | 11 | 16 | 3 | 5 | 8  | 16 | 24 | -7  |
|                       | 9. | Tre Penne          | 7  | 16 | 2 | 4 | 10 | 19 | 47 | -28 |

## Spareggi

### Play-off

#### Semifinali
|  | Faetano | 2 – 0 | Dogana |  |

|  | La Fiorita | 0 – 0 (d.c.r.) (5-4) | Montevito |  |

#### Finale
|  | Faetano | 0 – 2 | La Fiorita |  |